# HD 50747
HD 50747，又名BD-00 1487，SAO 133870、HR 2572，是一颗恒星，视星等为5.45，位于銀經214.27，銀緯0.15，其B1900.0坐标为赤經6h 49m 19.7s，赤緯-1° 0.15′ 6″。